# Arbuckle II (трубопровід для ЗВГ)
Arbuckle II (трубопровід для ЗВГ) — трубопровід на півдні США, призначений для транспортування суміші зріджених вуглеводневих газів до центру фракціонування в Монт-Белв'ю.
У 2010-х роках внаслідок «сланцевої революції» стрімко зріс видобуток ЗВГ в Сполучених Штатах Америки. Для їх вивезення почали споруджувати нові транспортні системи, однією з яких став трубопровід Arbuckle II. Він починається в окрузі Канадіян у Оклахомі та прямує далі через Техас до розташованого на узбережжі Мексиканської затоки найбільшого в світі ЗВГ-хабу Монт-Белв'ю.
Трубопровід виконаний у діаметрах 600 та 750 мм і має довжину 530 миль. Його первісна пропускна здатність становить 400 тисяч барелів на добу з можливістю подальшого збільшення до 1 млн барелів.
Станом на 2019 рік на трасі Arbuckle II велись активні будівельні роботи, а введення трубопроводу в експлуатацію планувалось на першу половину 2020 року. Його запуск дозволить звільнити частину потужностей трубопроводу Oneok NGL, який єдиний здатний транспортувати у південному напрямку фракціоновані продукти з Канзасу та Оклахоми, проте наразі частково завантажений видобутою в останній нерозділеною сумішшю ЗВГ.